# مدیا نوسانتارا
مدیا نوسانتارا (انگلیسی: Media Nusantara) شرکت رسانه‌ای اندونزیایی است، که در سال ۱۹۹۷ توسط هری تانوسودیجو تأسیس شد.